# جنگل رشد دوم

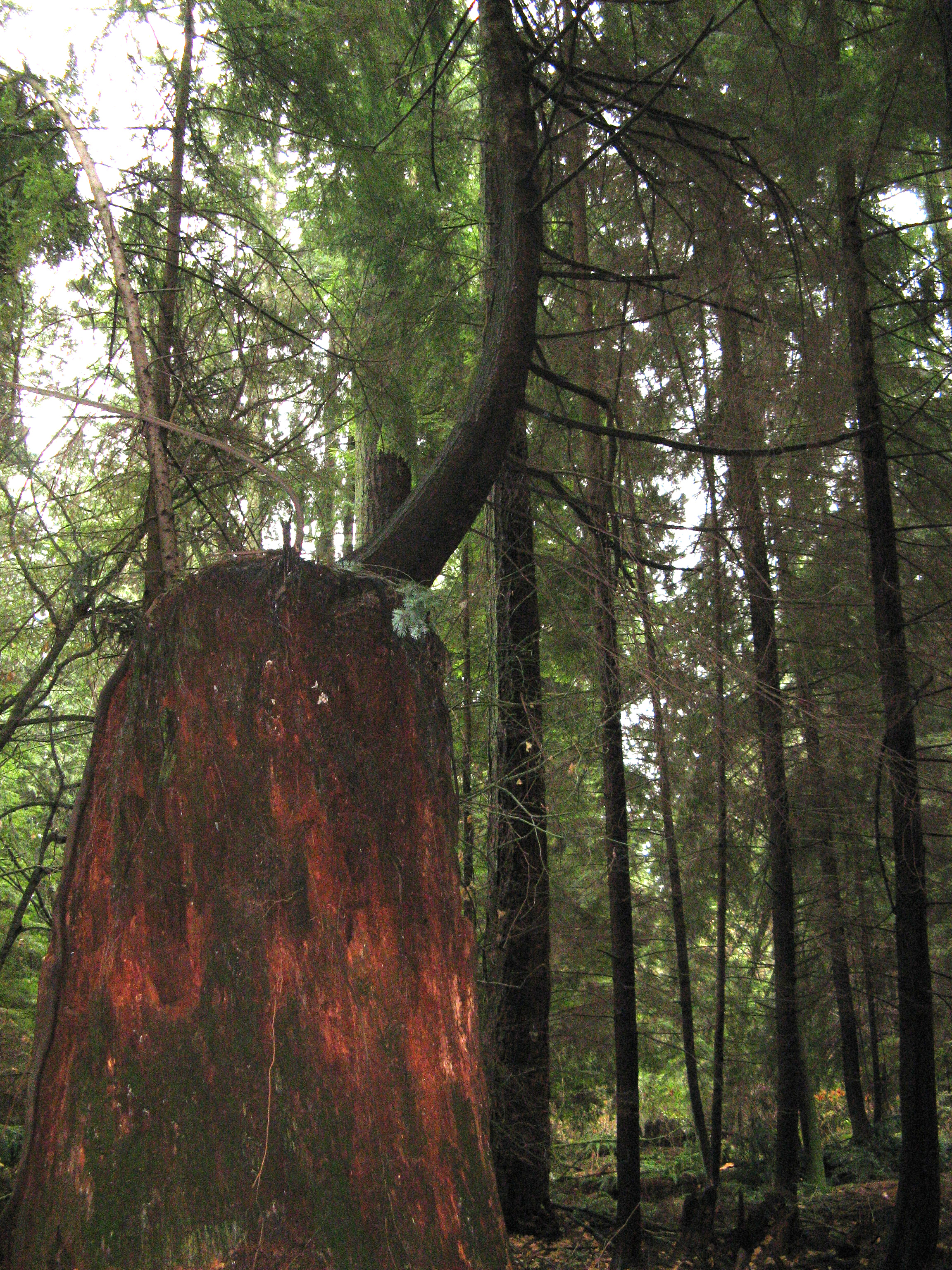
جنگل در استنلی پارک، ونکوور، بریتیش کلمبیا، کانادا به‌طور کلی دارای ویژگی‌های دومین و سومین رشد در نظر گرفته می‌شود. این عکس باززایی را نشان می‌دهد، درختی که از کنده درخت دیگری رشد می‌کند که در سال ۱۹۶۲ توسط بقایای توفان فِرِدا افتاده‌است.

جنگل رشد دوم (به انگلیسی: Second-growth forest) یا جنگل دومین رشد یا جنگل پسین (به انگلیسی: Secondary forest) جنگل یا منطقه جنگلی است که پس از برداشت چوب یا پاکسازی برای کشاورزی دوباره رشد کرده‌است، تا زمانی که مدت زمان کافی طولانی سپری شود، به طوری که اثرات آشفتگی دیگر دیده نشود. این جنگل از یک جنگل کهن‌رشد (جنگل نخستین یا آغازین)، که به تازگی دچار چنین اختلالی نشده‌است، و جنگل‌های سری اولیه پیچیده، و همچنین جنگل‌های رشد سوم که از برداشت در جنگل‌های رشد دوم به دست می‌آید، متمایز می‌شود. رشد دوباره جنگل دوم پس از برداشت چوب با رشد دوباره جنگل پس از آشفتگی‌های طبیعی مانند آتش‌سوزی، هجوم حشرات یا باد پراکنده متفاوت است زیرا درختان مرده برای تأمین مواد مغذی، ساختار و نگهداری آب پس از آشفتگی‌های طبیعی باقی می‌مانند. با این حال، اغلب پس از آشفتگی طبیعی، الوار برداشت و از سیستم خارج می‌شود، در این صورت، سیستم بیشتر شبیه جنگل دوم است تا جنگل سری.